# Zarah Leander
Zarah Leander (Karlstad, 15 de marzo de 1907-Estocolmo, 23 de junio de 1981) fue una actriz y cantante sueca, especialmente reconocida en los países germanoparlantes y escandinavos. Fue la máxima estrella femenina de la Alemania Nazi, de manos de la UFA (1937-1943); pero tras la II Guerra Mundial trabajó en Francia, Italia y Alemania.

## Biografía
Zarah Leander fue registrada al nacer como Zarah Stina Hedberg, en Karlstad, Värmland. Sus padres fueron Lorentz Hedberg y Mathilda Wikstroem. Estudió piano y canto. Fue presentada como pianista a los seis años. 
En 1922 terminó sus estudios y trabajó como secretaria. Se casó en 1926 con Nils Leander. Tuvo dos hijos y unos años después se separó.
Desde 1929 se dedicó al espectáculo en Suecia, presentándose como cantante y actriz. Grabó en Suecia su primer disco en 1929. En 1934 se casó con el periodista Vidar Forsell, que adoptó a los hijos de Zarah. Un tiempo después también se divorciaron. En 1931 hizo su primera película en Suecia. 
Se trasladó a Viena para participar en el estreno de la opereta de Ralph Benatzky Axel an der Himmelstür en el Theater an der Wien (1936), acontecimiento que supone el comienzo de su carrera en los países germanoparlantes. También en Viena grabó la película Premiere (1937), su primer título en alemán. De inmediato se incorporó a la UFA, donde filmaría diez películas entre 1937 y 1943. La primera fue Zu neuen Ufern (La golondrina cautiva, 1937), de Douglas Sirk, el director de cine que se ocupó de lanzarla como diva, encargado por la UFA, que fue su descubridora. En ese año además actuó como protagonista de La Habanera, de nuevo dirigida por el izquierdista Sirk, que venía del teatro, pero que encontró en el cine la posibilidad de trabajar hasta su huida; era el segundo melodrama que rodó con ella.
Zarah Leander resultó ser muy popular en sus papeles de mujer fatal, llegando a ser la estrella mejor pagada de UFA.
Fue la diva preferida de los alemanes, por su voz melosa y grave de contralto y su gran belleza. Reemplazó a Marlene Dietrich y a la sueca Greta Garbo, artistas que emigraron a los Estados Unidos. Junto a Marika Rökk, fue la favorita de la época. Durante la posguerra se convirtió en un icono gay en Suecia, Alemania y a escala internacional.
Sus canciones, al igual que sus películas, eran melodramas apasionados y trágicos. Su elegancia, su belleza, su voz poderosa y las particulares circunstancias del país, contribuyeron a su consagración. Se convirtió en la preferida del régimen de Hitler y el Ministerio de Propaganda aprovechó su popularidad, convirtiéndola en el símbolo del cine alemán.
En 1943, las dificultades económicas de la UFA la hicieron regresar a Suecia, donde continuó con su carrera profesional, aunque nunca recuperó el éxito de sus años en Alemania. 
Se volvió a casar en 1956, con el pianista Arne Huelphers. Murió en Estocolmo en 1981, a causa de un derrame cerebral. Tenía 74 años.

## Controversias
En una entrevista grabada poco antes de su muerte en 1996, el alto oficial de inteligencia soviético Pavel Sudoplatov afirmó que Leander había sido una agente soviética, con el nombre en clave "Rose-Marie", habiendo sido reclutada por la Unión Soviética antes del estallido de la guerra, y siendo un miembro secreto del Partido Comunista de Suecia.

## Filmografía
- Suecia 
  - 1930 – Dantes Mysterier
  - 1931 – Falska Millionären
  - 1935 – Äktenskapsleken
  - 1958 - Jazzgossen

- Austria 
  - 1936 – Premiere

- Alemania Nazi 
  - 1937 – Zu neuen Ufern (La golondrina cautiva)
  - 1937 – La Habanera
  - 1938 – Heimat (Patria)
  - 1938 – Der Blaufuchs
  - 1939 – Es war eine rauschende Ballnacht
  - 1939 – Das Lied der Wüste
  - 1940 – Das Herz der Königin (El corazón de la reina)
  - 1941 – Der Weg ins Freie (Camino a la libertad)
  - 1942 – Die große Liebe (El gran amor)
  - 1942 – Damals

- Francia 
  - 1946 - Tant que je vivrai (Tanto como viviré)

- Alemania Occidental 
  - 1950 – Gabriela
  - 1952 – Cuba Cabana
  - 1953 – Ave Maria
  - 1954 – Bei Dir war es immer so schön
  - 1959 – Der blaue Nachtfalter
  - 1964 – Das Blaue vom Himmel (El azul del cielo)

- Italia 
  - 1948 - Totò al giro d'Italia
  - 1966 – Come imparai ad amare le donne